# Nyugati pályaudvar (stacja metra)
Nyugati pályaudvar - stacja budapeszteńskiego metra znajdująca się w ciągu niebieskiej linii podziemnej kolejki. Posiada jeden - centralnie ulokowany - peron. Stacja położona jest tuż przy  Dworcu Zachodnim - jednej z trzech głównych stacji kolejowych Budapesztu.